# Aurelijus Pukelis
Aurelijus Pukelis (Šilalė, 17 de mayo de 1994) es un deportista lituano que compite en baloncesto en la modalidad de 3×3 y 5x5. Participó en los Juegos Olímpicos de París 2024, obteniendo una medalla de bronce en el torneo masculino de baloncesto 3x3.

## Trayectoria
Profesional desde 2013, Pukelis ha jugado para el KK Lūšis, KK Vytis y KK Sūduva, equipos de la segunda y tercera categoría de Lituania.
En paralelo a su actividad en el baloncesto 5x5, ha competido en el Tour Mundial de Baloncesto 3x3 como miembro del equipo Šakiai	desde 2018 hasta 2022 y como miembro del equipo Raudondvaris desde 2023.

## Selección nacional
Representó a su país en los Juegos Olímpicos de París 2024, donde obtuvo la medalla de bronce en el torneo masculino de baloncesto 3x3.
También disputó cuatro ediciones de la Copa de Europa de Baloncesto 3x3 (2019, 2021, 2023 y 2024), la Copa Mundial de Baloncesto 3×3 Masculino de 2025 y el torneo de baloncesto masculino 3x3 de los Juegos Europeos de 2019.

## Palmarés internacional
| Juegos Olímpicos | Juegos Olímpicos | Juegos Olímpicos  | Juegos Olímpicos |
| Año              | Lugar            | Medalla           | Competición      |
| ---------------- | ---------------- | ----------------- | ---------------- |
| 2024             | París (Francia)  | Medalla de bronce | Torneo masculino |